# Świątynia Dhakeśwari w Dhace
Świątynia Dhakeśwari w Dhace (beng. ঢাকেশ্বরী জাতীয় মন্দির, trl. Ðhakeshshori Jatio Mondir, dewanagari ढाकेश्वरी मन्दिर, trl. Ḍhākeśbarī Mandir, ang. Dhakeshwari National Temple) – świątynia hinduistyczna w Dhace.
Centralnie położony kompleks świątynny pochodzi prawdopodobnie z XI wieku n.e. Ta najstarsza świątynia
poświęcona jest dziesięcioramiennej bogini Dhakeśwari i prawdopodobnie od niej miasto Dhaka (stolica Bangladeszu) wzięło swoją nazwę. W 1996 świątynia otrzymała miano Dhakeshwari Jatiya Mandir  (Dhakeshwari National Temple) w nawiązaniu do jej pozycji w hinduistycznym środowisku Bangladeszu. Kompleks świątynny leży przy Dhakeshwari Road i znajduje się ok. 500 m od Salimullah Hall, Uniwersytetu w Dhace. Charakterystyczna monumentalna brama wejściowa, nazywana bramą Nahabatkhana.

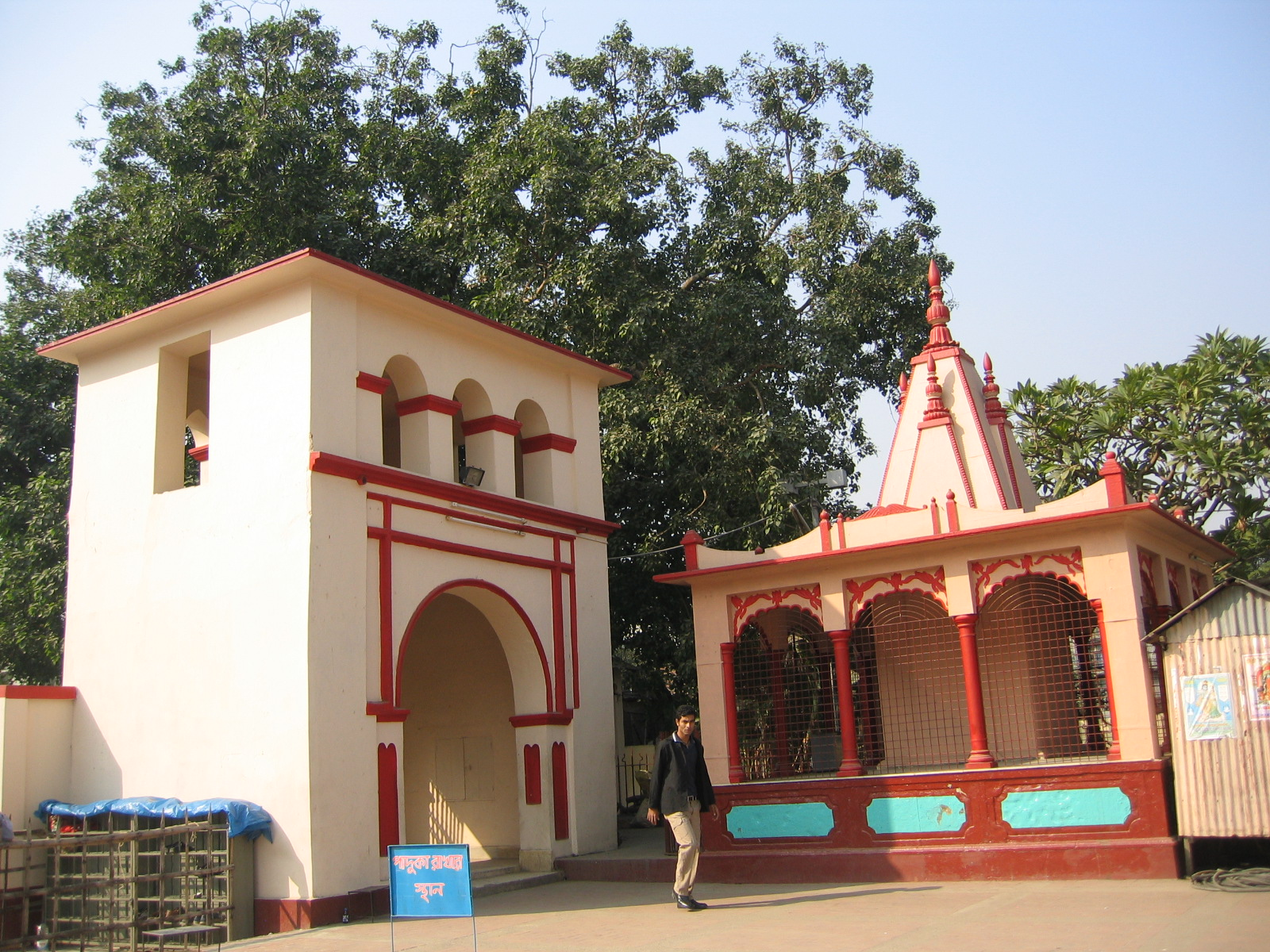
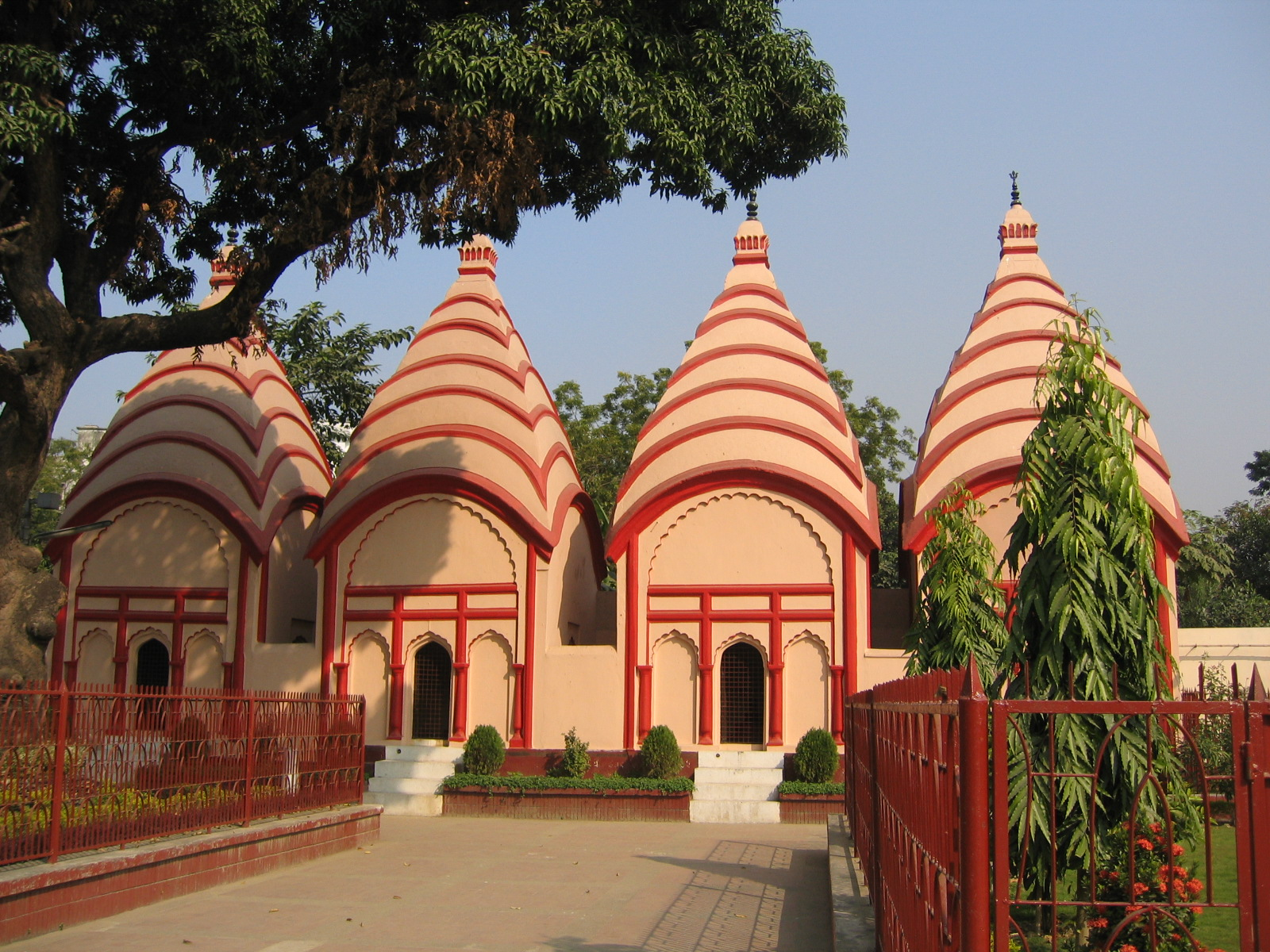
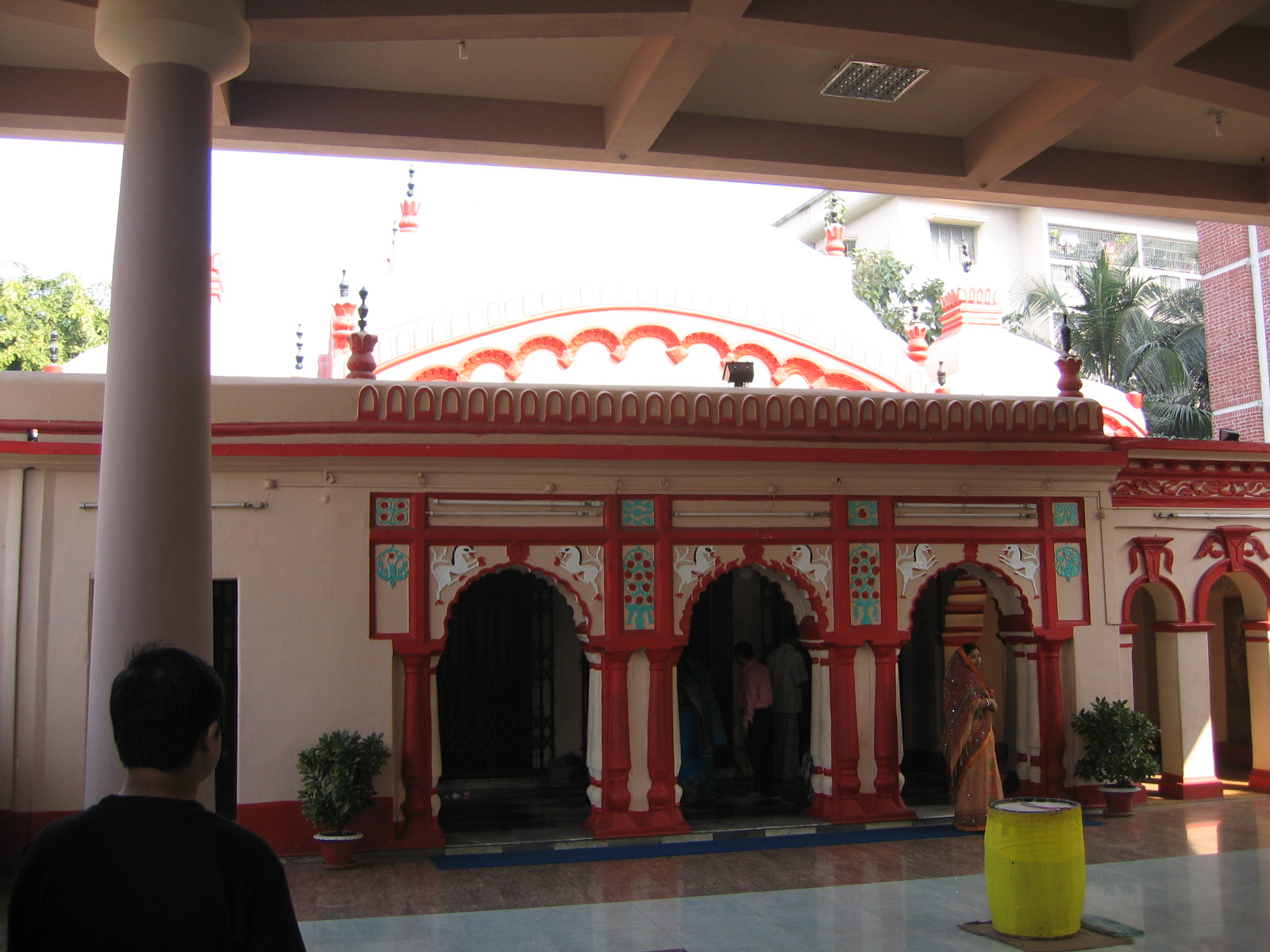
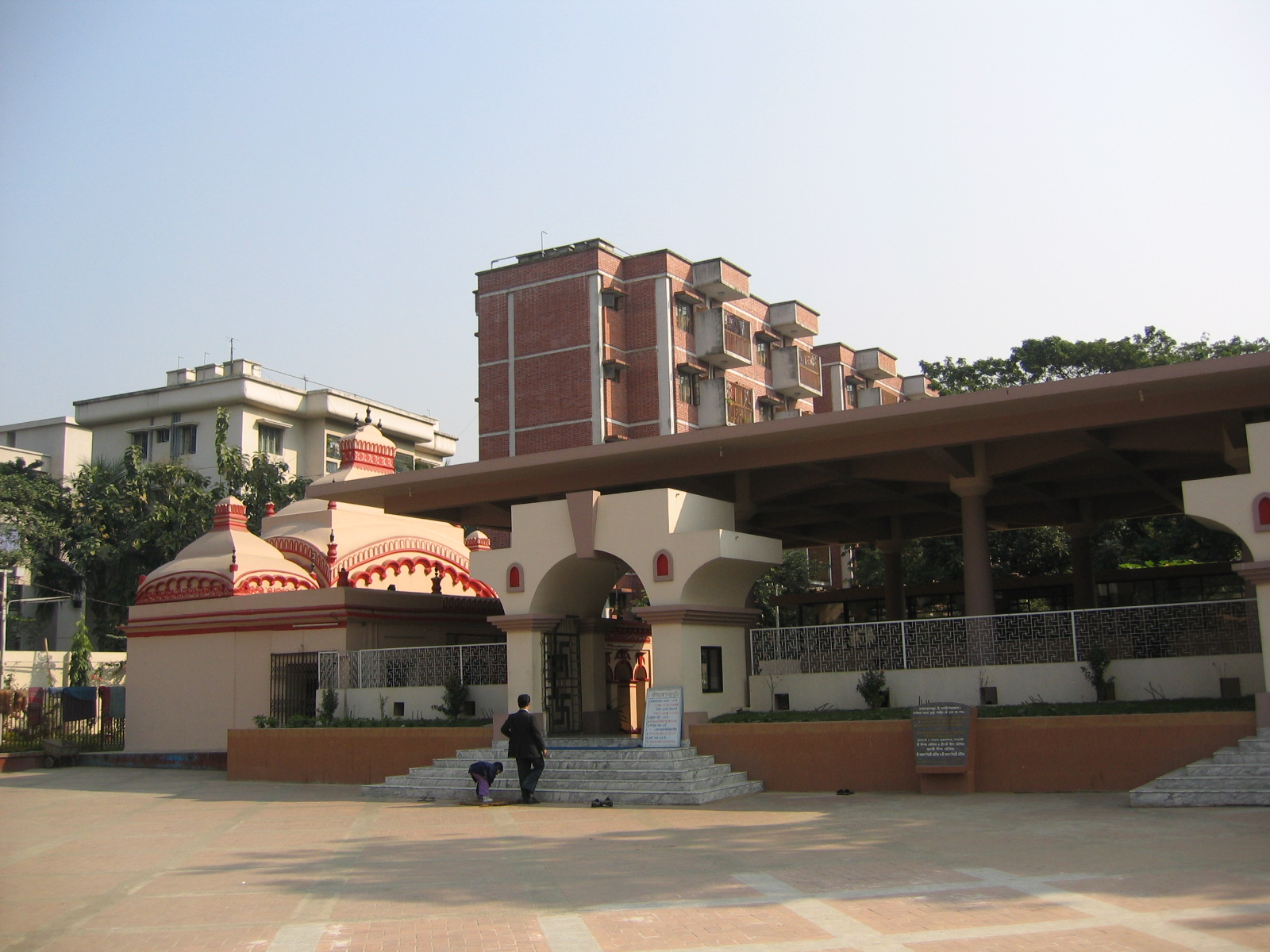
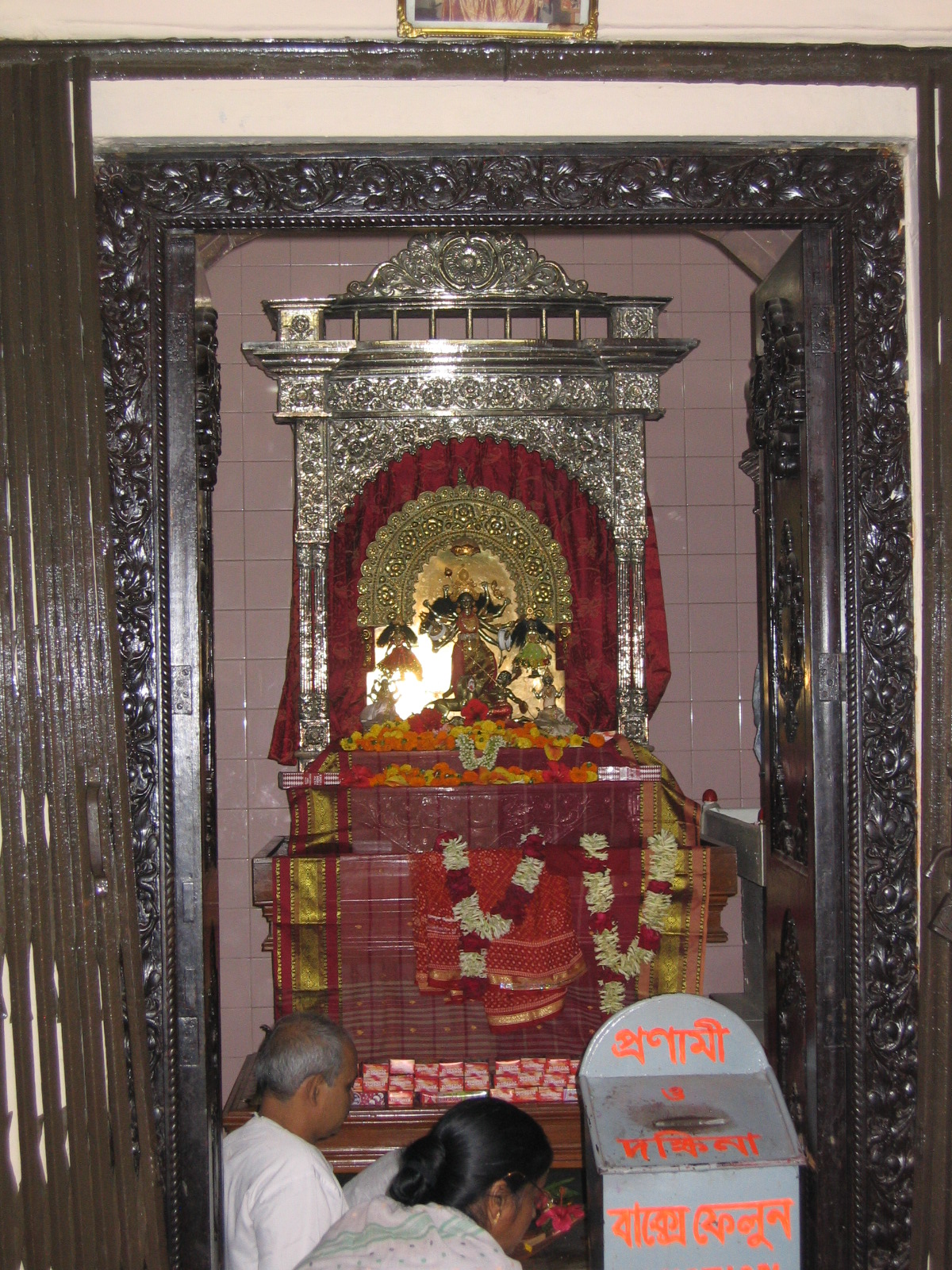